# 打槍壩水廠紀念塔
打槍壩水廠紀念塔位於重慶市渝中區七星崗打槍壩水廠，文物遺址年代為1931年，2009年12月15日列為第二批重慶市文物保護單位。